# Дейли, Дерек
Де́рек Де́йли (англ. Derek Daly, 11 марта 1953 года, Дублин) — ирландский автогонщик, участник чемпионата мира по автогонкам в классе Формула-1. Победитель британского чемпионата BARC по автогонкам Формулы-3 1977 года.

## Биография
Начинал карьеру автогонщика с выступлений в кузовных чемпионатах, в 1976 году выиграл фестиваль Формулы-Форд. В 1977 году перешёл в чемпионат Формулы-3 Британского автогоночного клуба (BARC), где в первом же сезоне выиграл чемпионский титул. На следующий год перешёл в Формулу-2, одержал две победы в гонках. Также по ходу сезона дебютировал в Формуле-1. Причём дебютным для него стал внезачётный дождевой Международный трофей BRDC 1978, в котором он даже лидировал вскоре после старта, но затем вылетел с трассы, повредил машину и сошёл. Далее он участвовал в гонках чемпионата мира Формулы-1, где шесть раз пробивался на старт, а на последнем этапе в Канаде набрал первое зачётное очко.
В 1979 году продолжил совмещать выступления в Формуле-1 и Формуле-2, а в 1980 году провёл первый полный сезон в чемпионате Формулы-1, выступая за команду «Тиррелл», набрал шесть очков и занял 11 место в чемпионате. На следующий год провёл безрезультатный сезон в команде «Марч», а 1982 году после трёх первых Гран-при в команде «Теодоре» заменил ушедшего из гонок Карлоса Ройтемана в команде «Уильямс», где пять раз за сезон набирал очки. С 1983 года выступал в чемпионате CART, в конце 1980-х годов участвовал в гонках спортивных автомобилей. После завершения гоночной карьеры работал телекомментатором. В настоящее время имеет гражданство США.

## Результаты гонок в Формуле-1
| Легенда к таблице |                                                                    |
| --- | ------------------------------------------------------------------ |
| В таблице перечислены результаты всех Гран-при Формулы-1, в которых принимал участие гонщик. Строками таблицы являются сезоны, столбцами — этапы чемпионата мира. В каждой клетке указаны сокращённое название этапа и результат, дополнительно обозначенный цветом. Расшифровка обозначений и цветов представлена в нижеследующей таблице. |                                                                    |
| \| Пример \| Описание \| \| ------------ \| ------------------------------------------------------------------ \| \| 1 \| Победитель \| \| 2 \| Второе место \| \| 3 \| Третье место \| \| 5 \| Финишировал, заработав очки \| \| Сход \| Не финишировал, но при этом заработал очки \| \| 12 \| Финишировал, не получив очков \| \| НКЛ \| Финишировал, но не попал в финальную классификацию \| \| 15 \| Участвовал вне зачёта, либо по отдельной классификации \| \| 18 \| Не финишировал, но попал в финальную классификацию \| \| Сход \| Не финишировал \| \| НКВ \| Не прошёл квалификацию \| \| НПКВ \| Не прошёл предквалификацию \| \| ДСК \| Дисквалифицирован \| \| ИСК \| Исключён из протокола соревнований \| \| ТТ \| Заявлен для участия только в тренировках \| \| НС \| Участвовал в квалификации, но не стартовал в гонке \| \| Т \| Травмирован или болен \| \| ОТК \| Отказ от участия \| \| НТР \| Прибыл на соревнования, но на трассу не выезжал \| \| НПР \| Был заявлен в числе участников, но не прибыл к началу соревнований \| \| О \| Соревнования отменены \| \| \| Не участвовал \| \| Поул-позиция \| \| \| Быстрый круг \| \| |                                                                    |
| Пример | Описание                                                           |
| 1 | Победитель                                                         |
| 2 | Второе место                                                       |
| 3 | Третье место                                                       |
| 5 | Финишировал, заработав очки                                        |
| Сход | Не финишировал, но при этом заработал очки                         |
| 12 | Финишировал, не получив очков                                      |
| НКЛ | Финишировал, но не попал в финальную классификацию                 |
| 15 | Участвовал вне зачёта, либо по отдельной классификации             |
| 18 | Не финишировал, но попал в финальную классификацию                 |
| Сход | Не финишировал                                                     |
| НКВ | Не прошёл квалификацию                                             |
| НПКВ | Не прошёл предквалификацию                                         |
| ДСК | Дисквалифицирован                                                  |
| ИСК | Исключён из протокола соревнований                                 |
| ТТ | Заявлен для участия только в тренировках                           |
| НС | Участвовал в квалификации, но не стартовал в гонке                 |
| Т | Травмирован или болен                                              |
| ОТК | Отказ от участия                                                   |
| НТР | Прибыл на соревнования, но на трассу не выезжал                    |
| НПР | Был заявлен в числе участников, но не прибыл к началу соревнований |
| О | Соревнования отменены                                              |
| | Не участвовал                                                      |
| Поул-позиция |                                                                    |
| Быстрый круг |                                                                    |

| Сезон | Команда | Шасси        | Двигатель | Ш | 1       | 2        | 3        | 4        | 5        | 6        | 7       | 8        | 9       | 10       | 11       | 12       | 13       | 14       | 15       | 16    | Место | Очки |
| ----- | ------- | ------------ | --------- | - | ------- | -------- | -------- | -------- | -------- | -------- | ------- | -------- | ------- | -------- | -------- | -------- | -------- | -------- | -------- | ----- | ----- | ---- |
| 1978  | Хескет  | Хескет 308E  | Cosworth  | G | АРГ     | БРА      | ЮАР      | СШЗ НПКВ | МОН НПКВ | БЕЛ НКВ  | ИСП     | ШВЕ      |         |          |          |          |          |          |          |       | 19    | 1    |
| 1978  | Энсайн  | Энсайн N177  | Cosworth  | G |         |          |          |          |          |          |         |          | ФРА НКВ | ВЕЛ Сход | ГЕР      | АВТ ДСК  | НИД Сход | ИТА 10   | США 8    | КАН 6 | 19    | 1    |
| 1979  | Энсайн  | Энсайн N177  | Cosworth  | G | АРГ 11  | БРА 13   |          |          | ИСП НКВ  | БЕЛ НКВ  |         |          |         |          |          |          |          |          |          |       | НКЛ   | 0    |
| 1979  | Энсайн  | Энсайн N179  | Cosworth  | G |         |          | ЮАР НКВ  | США Сход |          |          | МОН НКВ | ФРА      | ВЕЛ     | ГЕР      |          |          |          |          |          |       | НКЛ   | 0    |
| 1979  | Тиррелл | Тиррелл 009  | Cosworth  | G |         |          |          |          |          |          |         |          |         |          | АВТ 8    | НИД      | ИТА      | КАН Сход | США Сход |       | НКЛ   | 0    |
| 1980  | Тиррелл | Тиррелл 009  | Cosworth  | G | АРГ 4   | БРА 14   | ЮАР Сход |          |          |          |         |          |         |          |          |          |          |          |          |       | 11    | 6    |
| 1980  | Тиррелл | Тиррелл 010  | Cosworth  | G |         |          |          | СШЗ 8    | БЕЛ 9    | МОН Сход | ФРА 11  | ВЕЛ 4    | ГЕР 10  | АВТ Сход | НИД Сход | ИТА Сход | КАН Сход | США Сход |          |       | 11    | 6    |
| 1981  | Марч    | Марч 811     | Cosworth  | M | США НКВ | БРА НКВ  | АРГ НКВ  | САН НКВ  | БЕЛ НКВ  | МОН НПКВ | ИСП 16  |          |         |          |          |          |          |          |          |       | НКЛ   | 0    |
| 1981  | Марч    | Марч 811     | Cosworth  | A |         |          |          |          |          |          |         | ФРА Сход | ВЕЛ 7   | ГЕР Сход | АВТ 11   | НИД Сход | ИТА Сход | КАН 8    | СИЗ НКВ  |       | НКЛ   | 0    |
| 1982  | Теодор  | Теодор TY01  | Cosworth  | A | ЮАР 14  |          |          |          |          |          |         |          |         |          |          |          |          |          |          |       | 13    | 8    |
| 1982  | Теодор  | Теодор TY02  | Cosworth  | A |         | БРА Сход | СШЗ Сход | САН      |          |          |         |          |         |          |          |          |          |          |          |       | 13    | 8    |
| 1982  | Уильямс | Уильямс FW08 | Cosworth  | G |         |          |          |          | БЕЛ Сход | МОН 6    | ДЕТ 5   | КАН 7    | НИД 5   | ВЕЛ 5    | ФРА 7    | ГЕР Сход | АВТ Сход | ШВА 9    | ИТА Сход | СИЗ 6 | 13    | 8    |